# Susan Collins
Susan Collins (Caribou, 1952. december 7. –) az Amerikai Egyesült Államok szenátora (Maine, 1997 – ). A Republikánus Párt tagja.